# Chiril Gaburici
Chiril Gaburici (Romanian: kiril gaburiʃʲ; Logănești, 23 novembre 1976) è un politico, imprenditore ed economista moldavo, Primo ministro della Repubblica di Moldavia dall'aprile al giugno 2015. In seguito Ministro dell'economia e delle infrastrutture dal 2018 al 2019. Appartiene al Partito Liberal Democratico che conduce una politica filoeuropeista. È stato manager della compagnia Moldcell.
Il 12 giugno 2015 si è dimesso dopo appena due mesi dalla nomina a Primo Ministro perché alcuni magistrati lo avevano accusato di avere mentito sul suo diploma e sulla sua laurea.

## Biografia

### Carriera imprenditoriale
Chiril Gaburici è nato il 23 novembre 1976 a Logănești, regione di Kotovsk dell'allora Repubblica Sovietica di Moldavia (RSSM). Si è laureato in economia presso l'Università della Slavonia. Tra il 2001 e il 2003 Chiril è stato rappresentante regionale delle vendite di Moldcell (operatore di rete mobile). Era responsabile della rete di vendita nelle regioni. Successivamente, nel 2004, ha assunto la guida del dipartimento vendite regionale di Moldcell. Dal 2004 al 2008 è stato Direttore commerciale dell'azienda. Dal 2008, Chiril è l'amministratore delegato di Moldcell per decisione del consiglio di amministrazione, essendo l'unico amministratore delegato locale del gruppo TeliaSonera. 
Nel 2012, a Chiril è stato offerto di trasferirsi in Azerbaigian per ricoprire la posizione di amministratore delegato di Azercell (parte di TeliaSonera). Nel 2015 ha lasciato l'azienda.
Al momento della sua nomina a primo ministro, Chiril Gaburici possedeva tre case e un appartamento per un valore totale di oltre 8 milioni di leu. Possiede anche un'Audi TT e una motocicletta BMW G 650. Secondo Ziarul de Gardă, Chiril Gaburici è il fondatore di tre società, con attività nel settore automobilistico ("Halat Auto" SRL, registrata il 15 aprile 2011), delle telecomunicazioni (“M-Docs” SRL, registrata nel marzo 2014) e del settore agricolo (“Green Property” SRL, registrata il 18 settembre 2014). Secondo la sua dichiarazione patrimoniale, nel corso del 2014, Chiril Gaburici ha ricevuto uno stipendio mensile di oltre 50mila dollari come direttore generale di Azercell. Come Primo Ministro della Repubblica Moldova, riceverà uno stipendio mensile di oltre 11mila leu.

### Carriera politica

#### Primo Ministro della Moldavia
Il 14 febbraio 2015, con un decreto dell'ex presidente della Moldavia Nicolae Timofti, Chiril Gaburici è stato nominato candidato alla carica di Primo Ministro del governo della Moldavia. Ha formato una coalizione tra il Partito Liberal Democratico della Moldavia (PLDM) e il Partito Democratico della Moldavia (PDM), poi si è insediato con il suo governo di minoranza di diciassette membri tre giorni dopo. Durante il suo discorso di insediamento, ha riaffermato la volontà di combattere la corruzione, perseguire l'integrazione europea e risolvere la questione della Transnistria.

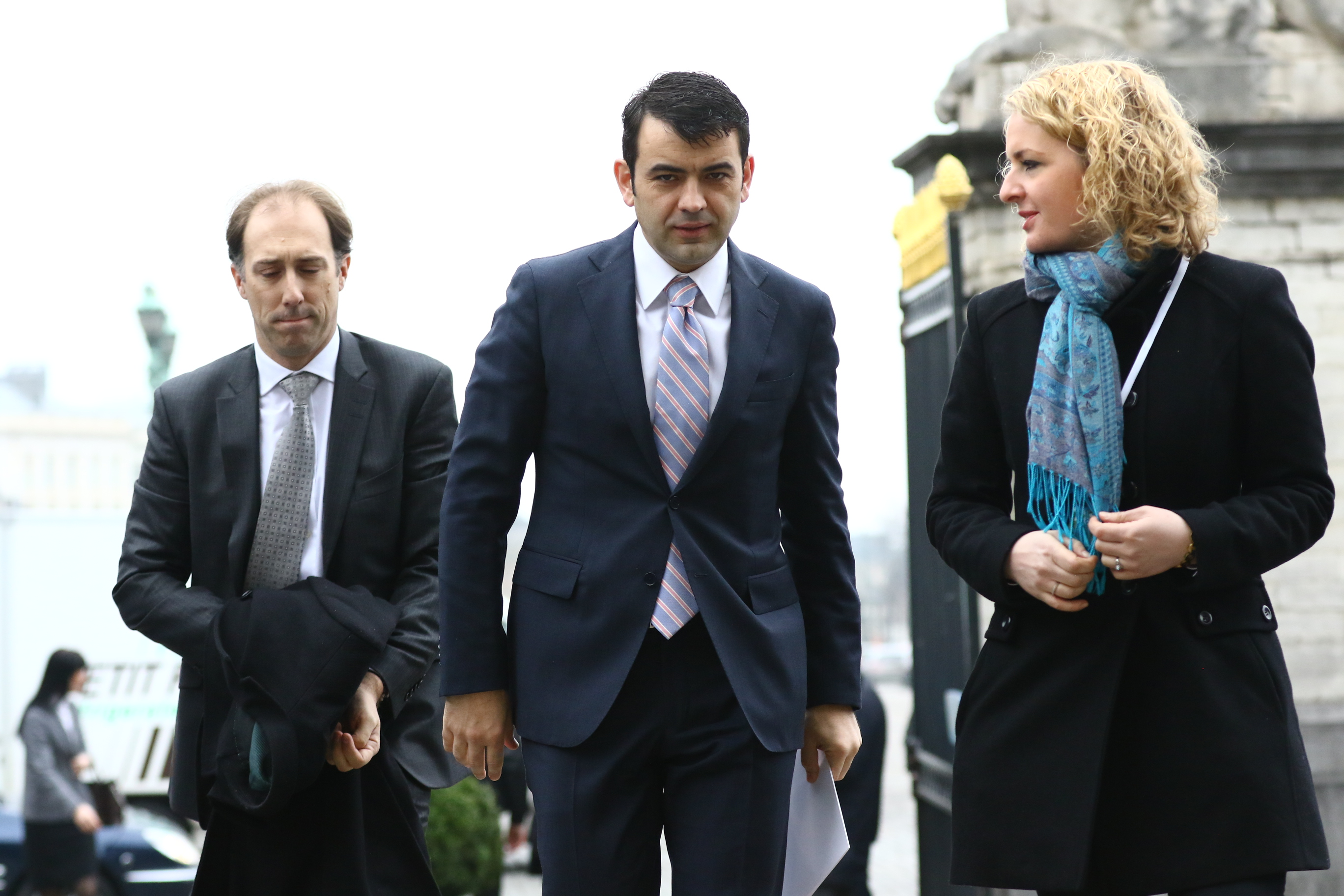
Chiril Gaburici a Bruxelles nel marzo 2015, al vertice del Partito popolare europeo

#### Dimissioni  dopo 4 mesi
Si è dimesso il 12 giugno 2015 dopo aver inviato una lettera aperta al presidente del Paese e a tutti i deputati in cui chiedeva le dimissioni del Procuratore generale, del Governatore della Banca nazionale e della Commissione Nazionale del Mercato Finanziario (CNPF), minacciando a sua volta di dimettersi se entro 100 giorni la richiesta non fosse stata soddisfatta. Nella motivazione della richiesta, resa nota su Facebook, si dice che "...la Moldavia è strangolata dalla corruzione, il suo sistema finanziario sta sanguinando. E il prezzo lo paga ogni cittadino, meno i colpevoli. Dopo la riunione di ieri del Comitato nazionale per la stabilità finanziaria, ci siamo resi conto che l'intero sistema finanziario della Repubblica di Moldova è sotto assedio e che diversi istituti finanziari sono a rischio. Il governo non ha influenza e le istituzioni autorizzate esitano a risolvere questi problemi [...] Non voglio guardare passivamente mentre i gruppi di interesse distruggono il paese. Non negozio con nessuno il benessere e il futuro dei nostri figli".
I politici videro la sua iniziativa coma la risposta all'apertura di un'indagine su di lui da parte della Procura Generale per falsificazione dei suoi diplomi universitari. Addirittura c'era stata una richiesta di impeachment del deputato liberale Valeriu Munteanu nella sessione plenaria del parlamento del 5 marzo, costringendo poi il 16 marzo 2015 il ministero dell'Istruzione  a rendere noto che Chiril Gaburici era stato iscritto al Collegio Repubblicano di Microelettronica e Tecniche Informatiche il 10 agosto 1992 ed allontanatosi di sua spontanea volontà il 22 settembre 1995. Quindi Chiril Gaburici non aveva il diploma di scuola superiore e che comunque si era laureato nel 2004 all'Università della Slavonia.
Così il 12 giugno 2015, nel corso di una conferenza stampa, Chiril Gaburici preferì porre fine al suo mandato a meno di quattro mesi dalla nomina dicendo: "Credo che i cittadini siano uguali davanti alla legge, credo che un presidente del Consiglio come ogni cittadino debba sostenere un'indagine trasparente. Mi dispiace di aver lasciato questo argomento per così tanto tempo in riferimento ai miei studi e di averlo lasciato come strumento di giochi politici". Il 22 giugno gli subentrò ad interim il ministro degli esteri Natalia Gherman. Poco dopo le dimissioni, il caso fu chiuso per scadenza del termine di prescrizione: il diploma era stato infatti rilasciato nel 1995 e il termine di prescrizione per questi casi è di 2 anni.
Nel periodo dal 2018 al 2019 ha diretto il Ministero dell'Economia e delle Infrastrutture della Repubblica di Moldova.
Nel novembre 2020 è stato a capo del Consiglio di amministrazione di Bemol Retail SRL, gestore dell'omonima rete di distributori di benzina, del Naringi café e del negozio di alimentari premium Bliss.

## Vita privata
Chiril Gaburici è sposato con Irina e insieme hanno tre figli. È appassionato di chitarra, di Green Energy e di produzione ECO!, di sport automobilistici. Ha partecipato a gare e rally professionistici ed è  il presidente del club automobilistico nazionale e di EcoFarm.